# Ali Chawadscha und der Kaufmann aus Bagdad
Ali Chawadscha und der Kaufmann aus Bagdad ist eine Erzählung aus den Geschichten aus Tausendundeiner Nacht. Sie wird als ANE 354 in der Arabian Nights Encyclopedia gelistet.
In der Geschichte wird der Kaufmann Ali Chawadscha von einem Freund betrogen. Zu Hilfe kommen ihm der fünfte Abbasiden-Kalif Harun al-Raschid und einige spielende Kinder.

## Handlung
Während der Herrschaftszeit des fünften Abbasiden-Kalifen Harun al-Raschid lebte in Bagdad ein armer Kaufmann namens Ali Chawadscha. Er verdiente seine karges täglich Brot mit einigen wenigen Waren und lebte allein. Eines Tages hatte er in drei folgenden Nächten denselben Traum, in dem ein Scheich ihn zur Pilgerfahrt nach Mekka aufrief. Ali deutete den Traum als ein Zeichen und verkaufte seinen Laden und sein Hab und Gut, vermietete sein Haus und schloss sich einer Karawane nach Mekka an. Zuvor ging er zu einem Freund, einem Kaufmann, und bat diesen während seiner Abwesenheit einen Krug mit Sperlingsoliven bei sich aufzunehmen. Ohne seinem Freund davon etwas zu sagen, hatte er unter den Oliven eintausend Dinar versteckt.
Dann begab sich Ali Chawadscha mit der Karawane nach Mekka, wo er die Riten der Pilgerfahrt vollzog. Anschließend eröffnete er in der heiligen Stadt einen neuen Kaufmannsladen, doch überkam ihn schließlich die Sehnsucht nach Ägypten zu reisen und dort die mächtige Stadt Kairo zu besuchen. Auch dort handelte Ali wieder, doch bald zog es ihn erneut in die Ferne, zuerst nach Jerusalem und Damaskus und von dort nach Aleppo, Mossul und nach Schiraz, wo er lange verweilte. Erst sieben Jahre nach Beginn seiner Reise, kehrte Ali nach Bagdad zurück.
Sein Freund, der Kaufmann, dem er den Krug mit den Oliven gegeben hatte, hatte in diesen sieben Jahren nicht ein einziges Mal an Ali gedacht. Erst als er und seine Frau eines Tages bei Nachtmahl saßen und seine Gattin sich Oliven wünschte, fiel ihm der Krug wieder ein. Der Kaufmann schlug vor von Alis Oliven zu nehmen, da er schließlich seit sieben Jahren fort sei, vermutlich sogar schon tot. Doch seine Gattin erhob heftigen Einspruch gegen den Vorschlag ihres Mannes, sich an fremden Besitz zu vergreifen. Zwar brachte seine Frau den Kaufmann an diesem Abend von seinem Vorhaben ab, doch schließlich überwand er sich und öffnete das Lager, wo er einst den Krug mit den Oliven untergebracht hatte. Als er den Deckel des Kruges öffnete, stellte er fest, dass die Oliven im Laufe der Zeit längst weiß und schimmlig geworden waren. Aus Unachtsamkeit stieß er den Krug um und fand so den verborgenen Geldschatz von Ali Chawadscha. Der Kaufmann eignete sich das Geld an und kaufte auf dem Markt neue Oliven, die er in Alis Krug füllte und diesen wieder verschloss.
Nun begab es sich, dass Ali in diesen Tagen nach Bagdad zurückkehrte und von de Kaufmann seinen Olivenkrug zurückholte. Zuhause stellte er erschüttert fest, dass das Geld verschwunden war und konfrontierte seinen Freund damit. Dieser wies den Vorwurf des Diebstahls zurück, auch da Ali schließlich ihm gegenüber das Geld nie erwähnt hatte, als er den Krug bei ihm untergebracht hatte. Die beiden Männer gerieten in heftigen Streit und die Nachbarn kamen herbei und erfuhren so von der ganzen Geschichte und schon bald wusste jeder in ganz Bagdad davon. Schließlich sah sich Ali gezwungen die Angelegenheit vor den Qadi (Richter) zu bringen, der mangels Beweisen den Kaufmann jedoch freisprach, sodass Ali keine andere Möglichkeit mehr sah, als sich an den Kalifen Harun al-Raschid selbst zu wenden. Als dieser zum Freitagsgebet ging, warf Ali ihm einen Brief zu und der Kalif entschied den Fall öffentlich zu verhandeln.
Am Abend zuvor begab sich Harun al-Raschid, wie er es gewöhnlich tat, in einer Verkleidung aus seinem Palast hinaus in die Stadt, um in Bagdad sich einen aktuellen Eindruck zu verschaffen. Begleitet wurde er von seinem Schwertträger und Obereunuchen Masrur, sowie seinem Wesir Dscha'far ibn Yahya, dem Barmakiden. Dabei trafen sie auf etwa ein Dutzend spielende Jungen, das juristische Verfahren um Ali Chawadscha und den Kaufmann nachspielten. Interessiert beobachtete der Kalif, wie die Kinder das Argument einbrachten, dass die Oliven doch im Laufe der sieben Jahre verschimmelt sein müssten, in dem Krug sich aber frische Oliven befanden. Der Kalif war beeindruckt vom Scharfsinn der Kinder und gebot seinem Wesir Dscha'far, dass er am nächsten Tag den Jungen, der im Spiel den Qadi verkörpert hatte, am nächsten Tag zur Verhandlung mitbringen solle, wo der Junge tatsächlich die Beweisführung übernehmen solle. Ebenso wurde Ali Chawadscha befohlen den Olivenkrug mitzubringen.
Am nächsten Tag fand der Prozess in der Audienzhalle des Kalifen statt und der bestellte Junge wurde tatsächlich zum Qadi für den Fall ernannt und durch die spielerische Beweisführung des Vortages entlarvte er die Lügen des Kaufmanns. Dieser gestand seine Schuld schließlich und wurde gehängt, nachdem er berichtet hatte, wo er das Geld versteckt hatte. Der Junge, der zum Qadi geworden war, bekam vom Kalifen eintausend Dinar als Belohnung und wurde zu einem seiner Tischgenossen, als er zum Manne herangewachsen war.

## Hintergrund
Die Geschichte gehört zu den sogenannten Waisengeschichten, die Antoine Galland in seine zwischen 1704 und 1717 erschienene erste europäische Sammlung der Geschichten von Tausendundeine Nacht aufnahm. Gallands Aussage zufolge wurde ihm die Geschichte von dem syrischen Maroniten Hanna Diyab erzählt.
Die Erzählung findet sich sowohl in der jüdischen als auch in der arabischen Märchentradition. Elemente dieses Märchens finden sich in gleicher Erzählweise in jüdischen Sammlungen, etwa in den „Gleichnissen des König Salomo“ in Adolf Jellineks Bet-ha-midrasch (Nies, Leipzig 1853).
In der Arabian Nights Encyclopedia wird die Geschichte unter der Nummer ANE 354 aufgeführt.

## Rezeption
Die Geschichte ist Teil der deutschen Kinderserie Märchen der Welt – Puppenspiel der kleinen Bühne (Staffel 2, Folge 12, März 1980). Eine Hörspielfassung der Übersetzung von Gustav Weil, gelesen von Gerald Pichowetz, erschien 2020.

## Ausgaben
- Gustav Weil: Märchen aus Tausend und einer Nacht,  Neufeld & Henius, Berlin 1910
- Enno Littmann: Die Erzählungen aus den tausendundein Nächten, Insel Verlag, Frankfurt 1968, Band 6, S. 340–353.